# Troubky
Troubky, 1960–1990 Troubky nad Bečvou (deutsch Traubek, 1939–1945 Röhren) ist eine Gemeinde in Tschechien. Sie liegt acht Kilometer südwestlich von Přerov und gehört zum Okres Přerov. Troubky ist die flächengrößte und einwohnerstärkste Landgemeinde im Bezirk.

## Geographie
Troubky befindet sich linksseitig der Bečva, zweieinhalb Kilometer vor deren Mündung in die March, im Hornomoravský úval (Obermährische Senke). Westlich des Dorfes zweigt am Traubeker Wehr der nach Süden zur Moštěnka führende Flussarm Malá Bečva ab. Im Südwesten liegt das Baggerseegebiet der Tovačovská jezera, das aus den vier Seen Troubecké jezero, Donbas, Annínské jezero und Skašovské jezero jih besteht. Durch Troubky führt die Staatsstraße II/434 von Přerov über Tovačov nach Prostějov. Gegen Südosten liegt der Flugplatz Přerov-Bochoř.
Nachbarorte sind Citov, Císařov und Luková im Norden, Rokytnice, Předmostí und Dluhonice im Nordosten, Výmyslov, Henčlov, Lověšice und Bochoř im Osten, Věžky, Vlkoš und Kyselovice im Südosten, Zábečvisko, Záříčí im Süden, Uhřičice, Lobodice, Cvrčov und Annín im Südwesten, Tovačov im Westen sowie Věrovany im Nordwesten.

## Geschichte
Überlieferungen zufolge soll Troubky von Bewohnern des auf einer Bečva-Insel gelegenen Ortes Člunek, die ihr Dorf wegen häufiger Überschwemmungen verließen, gegründet worden sein. Der Ortsname soll sich den Legenden nach vom Anführer der Kolonisten, einem Freiherrn Trúbek oder nach einer anderen Version von den Wasserröhren einer hier befindlichen Pferdetränke herleiten.
Die erste schriftliche Erwähnung der Herrschaft Trubka mit dem Dorf Člunek erfolgte 1348 in der Olmützer Landtafel, als Erhard von Kunstadt seiner Frau daraus eine Morgengabe von 300 Pfund Groschen überschrieb. Im Jahre 1380 erwarb Ctibor Kazka von Cimburg auf Tovačov die Herrschaft und Feste Trubek und schloss sie an Tovačov an. Weiteren Namensformen waren Trubec und Trubca (1382), Trubky (1418), Troubky (1519), Travbki (1661), Traubky (1676), Trubeca (1688), Trubek (1720), Traubek und Troubek (1751) sowie Trubech (1771). Zu den weiteren Besitzern gehörte u. a. Ctibor II. Tovačovský von Cimburg, zu dessen Zeiten das Dorf im Jahre 1476 zeitweilig als wüst bezeichnet wurde. Von den Cimburgern erwarb 1503 Wilhelm II. von Pernstein die Herrschaft. Das der Gemeinde 1570 durch dessen Enkel Vratislav von Pernstein erteilte Dorfsiegel mit Wappen ist eines der ältesten im Lande. Es zeigt auf einem viergeteilten Schild den Auerochsenkopf der Pernsteiner, zwei Jagdhörner und eine Pflugschar. 1597 verkaufte Johann von Pernstein die Herrschaft. Nachfolgende Besitzer waren zwischen 1600 und 1715 die Grafen Salm-Neuburg, anschließend bis 1763 die Herren von Peterswald und danach die Grafen Kuenburg. Die Matriken wurden seit 1629 in Přerov, seit 1715 in Tovačov und ab 1768 in Troubky geführt. Bis zur Mitte des 19. Jahrhunderts blieb das Dorf immer den Herren von Kuenburg auf Tovačov untertänig.
Nach der Aufhebung der Patrimonialherrschaften bildete Troubky/Troubek ab 1850 eine Gemeinde in der Bezirkshauptmannschaft Kremsier. Im Jahre 1855 wurde die Gemeinde dem Bezirk Prerau und 1868 wieder dem Bezirk Kremsier zugeordnet. Seit 1877 gehört das Dorf zum Okres Přerov. Während der deutschen Besetzung erhielt der Ort den deutschen Namen Röhren. Ein Teil des Gemeindekatasters wurde 1956 an Henčlov angeschlossen. Ab 1960 führte das Dorf den Namen Troubky nad Bečvou, 1990 kam der Zusatz nad Bečvou wieder in Wegfall. Am 3. März 1991 hatte Troubky 2070 Einwohner. Anfang Juli 1997 wurde Troubky von einem Jahrhunderthochwasser der Bečva heimgesucht. Durch die ebenfalls stark hochwasserführende March kam es zu einem Rückstau der Wassermassen. Dabei wurde das Dorf gänzlich überflutet, wobei neun Menschen starben und 150 Häuser zerstört wurden. Beim Zensus von 2001 lebten in den 569 Häusern der Gemeinde 1988 Personen. Im Mai 2010 wurde Troubky erneut von einem Hochwasser der Bečva überflutet.
Ethnographisch gehört die Gemeinde zur Hanna und die Einheimischen nennen den Ort Tróbky.

## Gemeindegliederung
Für die Gemeinde Troubky sind keine Ortsteile ausgewiesen. Zu Troubky gehört die Einöde Zábečvisko.

## Sehenswürdigkeiten
- Barocke Statue des hl. Amand aus der Mitte des 18. Jahrhunderts auf dem Friedhof, sie wird dem Bildhauer Gottfried Fritsch zugeschrieben. Der Bischofsstab wurde im Jahre 2002 gestohlen
- Denkmal für die in der Luftschlacht über der Hanna gefallenen amerikanischen Piloten auf dem Friedhof, die ebenfalls 2002 entwendete Bronzereliefstatue wurde 2003 durch eine Nachbildung ersetzt
- Barocke Statue des hl. Florian im Park vor der Schule, geschaffen um 1750
- Kirche der hl. Margarethe, erbaut 1872
- Statue des hl. Johannes Sarkander, westlich des Dorfes in Richtung Tovačov an der Stelle, an der Sarkander angeblich durch den Verrat eines Metzgers aus Troubky festgenommen wurde.
- Denkmal für die Opfer des Ersten Weltkrieges mit Legionärstatue, an der Kirche, errichtet 1922
- Mahnmal für die Opfer der Hochwasser, vor dem Gemeindeamt

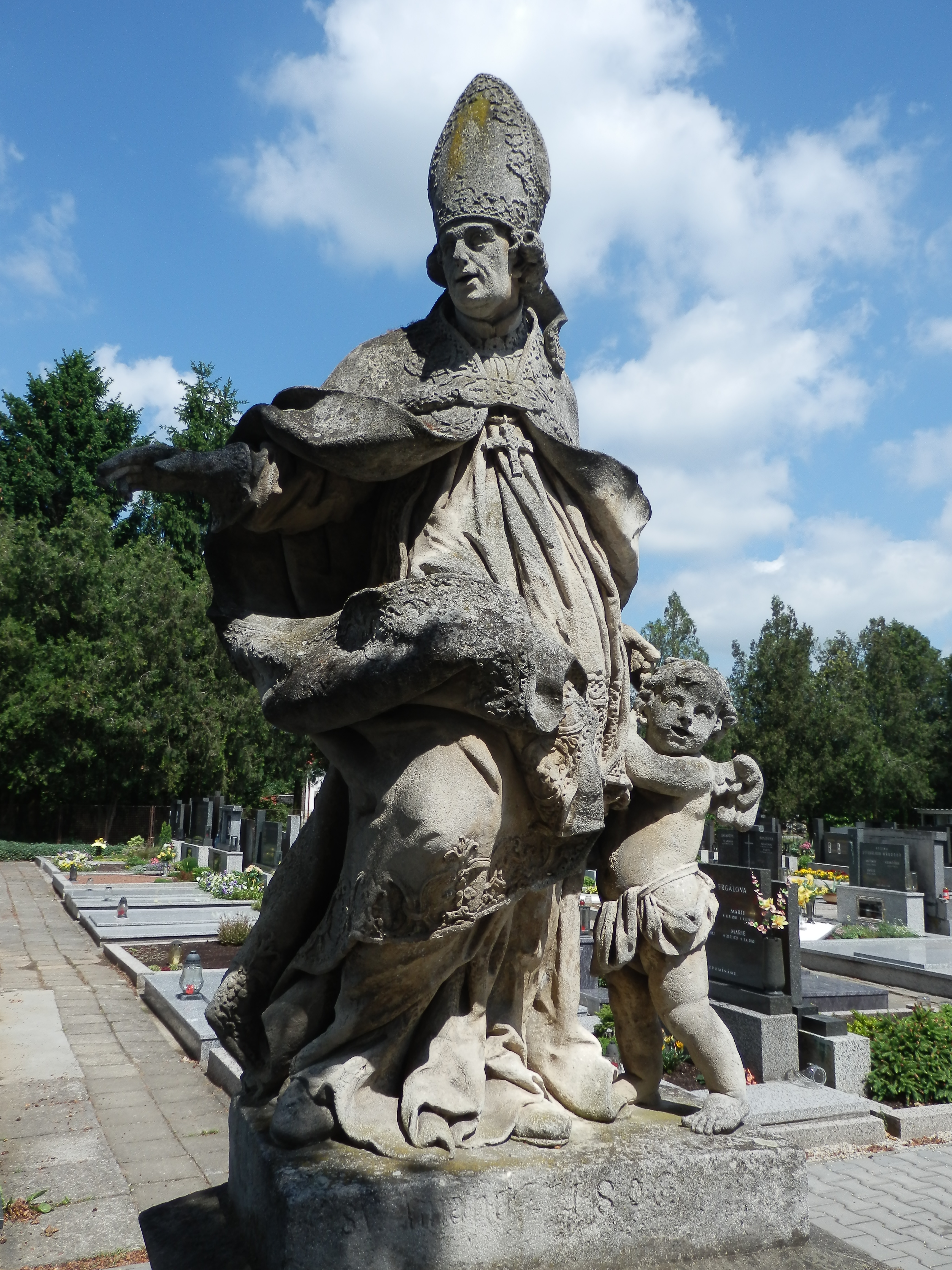
Statue des hl. Amand
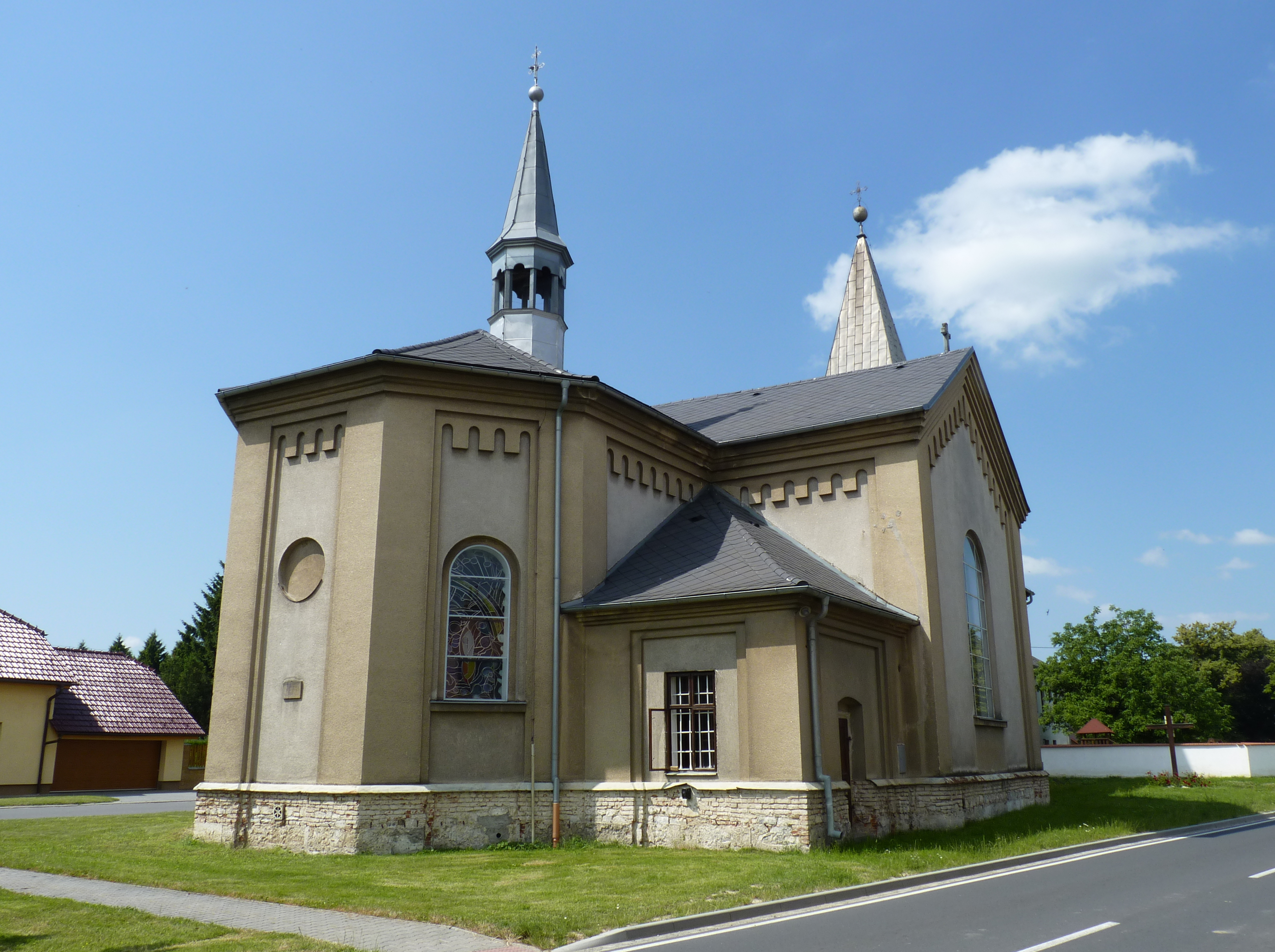
Kirche der hl. Margarethe
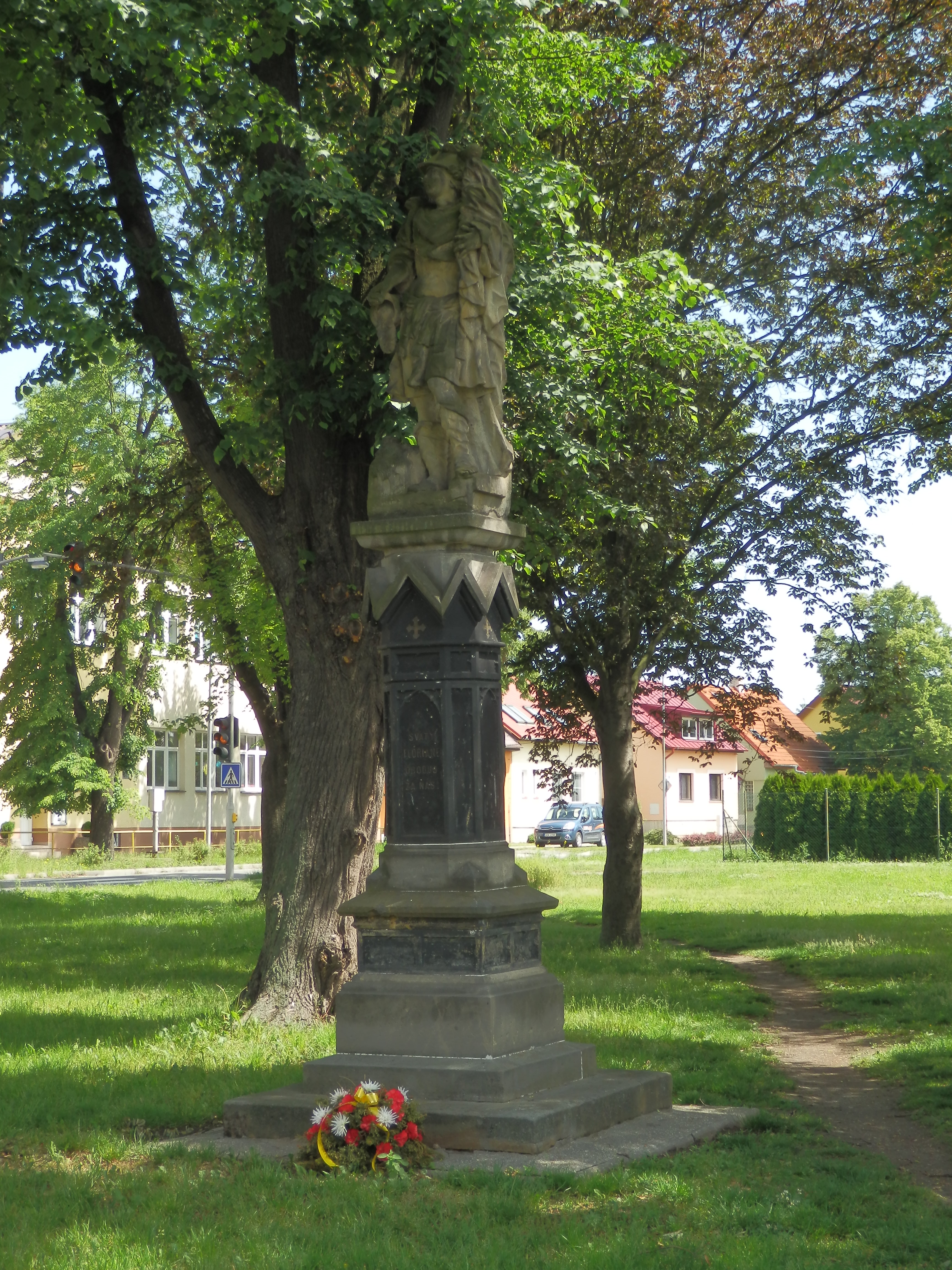
Statue des hl. Florian
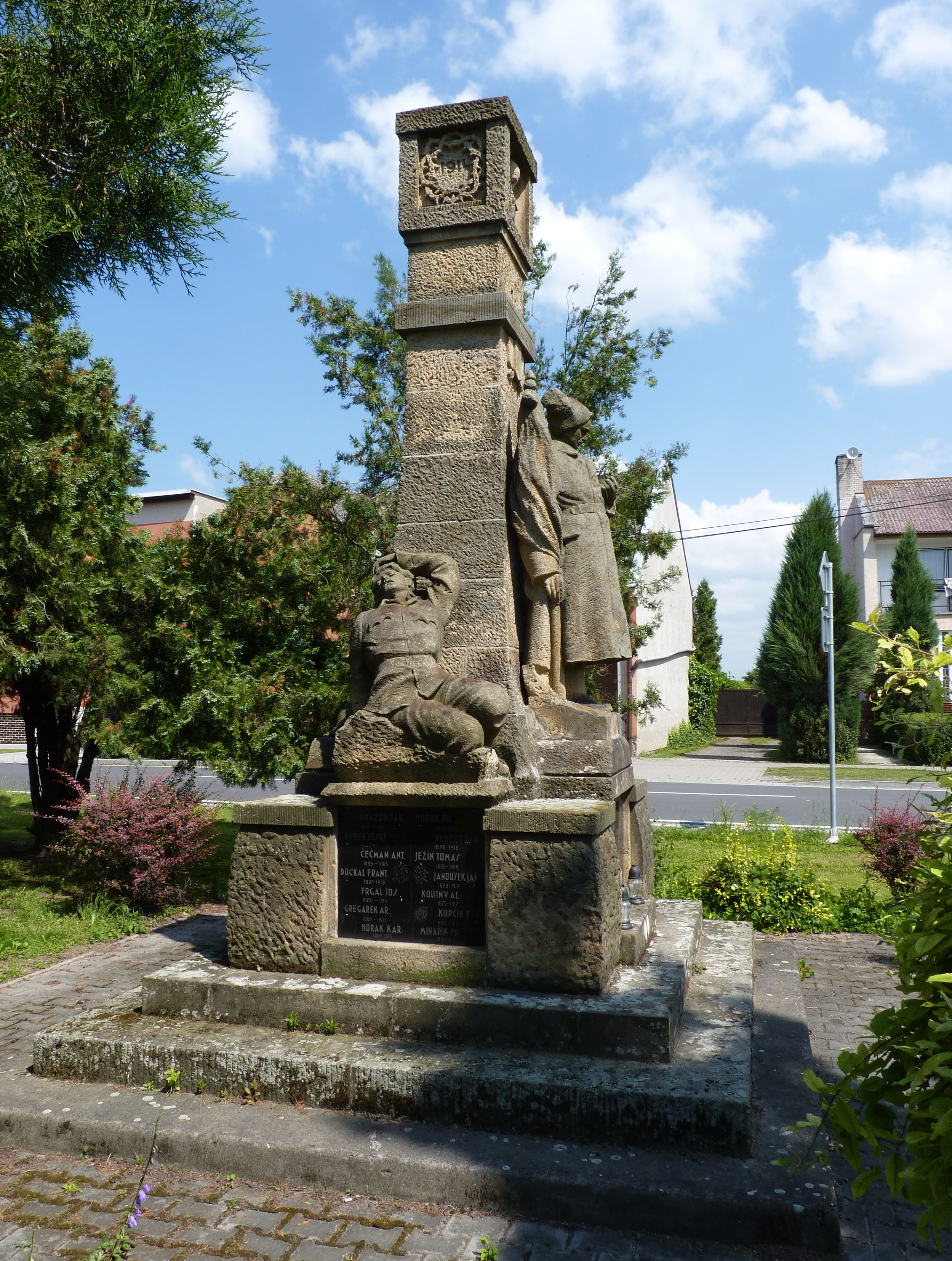
Denkmal für die im Ersten Weltkrieg Gefallenen

## Söhne und Töchter der Gemeinde
- Josef Macourek (1867–1938), US-amerikanischer Pfarrer, seine Sammlung indianischer Gegenstände wird heute im Prager Náprstek-Museum aufbewahrt
- Václav Mrtvý (1907–1976), Salesianerpater und Opfer des kommunistischen Schauprozesses gegen kirchliche Würdenträger
- Josef Smolka (* 1939), tschechoslowakischer Volleyballspieler und Weltmeister von 1966